# Fritz Fromm
Fritz Fromm (Hannover, 1913. április 12. – Hannover, 2001. október 13.) olimpiai bajnok német kézilabdázó, edző.
Részt vett az 1936. évi nyári olimpiai játékokon, amit Berlinben rendeztek. A kézilabdatornán játszott, amit a német válogatott meg is nyert. A csapat veretlenül lett bajnok és mindenkit nagy arányban győztek le.
A második világháború után a nyugatnémet válogatott szövetségi kapitánya volt és világbajnokságot is nyert.